# Regno dei Pennini
Il regno dei Pennini era un reame britannico altomedievale che occupava la zona della catena montuosa o collinare che si estende dal Peak District, nelle Midlands, fino alle Cheviot Hill (odierna Inghilterra). Nel tardo VI secolo questo regno fu assorbito da quello anglosassone della Bernicia.
Dopo la morte di re Mor dell'Y Gogledd Hen, il territorio dei Pennini andò al figlio Arthuis, che ne divenne il sovrano. Questo regno fu diviso in due dopo la morte del figlio di quest'ultimo, Pabo Post Prydein (ca. 530): uno nell'area settentrionale, il Dunoting, tra Dent e Craven (da non confondere con il gallese Dunoding, sub-regno del Gwynedd) e l'altro in quella meridionale, il Regno di Peak. Tra il 590 e il 595 i due sub-regni furono conquistati dagli angli della Bernicia.

## Sovrani del regno unificato
- Arthuis (fine V secolo)
- Pabo Post Prydein (fine V/inizi VI secolo-ca. 530)

## Pennini settentrionali
- Dunaut Bwr (ca. 530-ca. 595)

## Pennini meridionali
- Sawyl Penuchel (ca. 505-ca. 590)